# Publius Rutilius Lupus (konsul)
Publius Rutilius Lupus var en romersk politiker. Han var sannolikt far till praetorn med samma namn.
Publius Rutilius Lupus var konsul i den romerska republiken 90 f.Kr. tillsammans med Lucius Julius Caesar. Under den tid Publius Rutilius Lupus var konsul i Rom bröt bundsförvantskriget ut, det krig där den romerska republiken krigade mot folk och städer man var i förbund med (så kallade socii). 
Publius Rutilius Lupus uppgift i kriget var att möta folket marser och han valde den militärt mer erfarne Gaius Marius till sin legat. Marius lär ha givit honom rådet att träna sina trupper mer innan de gick ut i strid, något Publius Rutilius Lupus valde att avstå från. När Marius och Rutilius delade upp sina trupper för att bygga två broar över floden Liris valde marsernas härförare Vettius Scato att göra en fälla genom att placera större delen av sin trupp vid Marius bro och den mindre i anslutning till Rutilius bro. I överfallet dog Rutillius och när Marius, som var nedströms, såg kroppar flyta förbi på floden Liris tog han fiendens läger.